# Guinda (Kalifornija)
Guinda je naseljeno područje za statističke svrhe u američkoj saveznoj državi Kalifornija. Prema popisu stanovništva iz 2010. u njemu je živjelo 254 stanovnika.